# Ungmennafélagið Fjölnir
Az Ungmennafélagið Fjölnir, nyugaton Fjölnir Reykjavík egy izlandi labdarúgócsapat. A klubot 1988-ban alapítottk, székhelye a főváros, Reykjavík. Jelenleg az első osztályban szerepel.